# Anarchismo e Friedrich Nietzsche
La relazione tra anarchismo e Friedrich Nietzsche è stata ambigua. Sebbene il filosofo tedesco abbia criticato l'anarchismo, il suo pensiero si dimostrò influente per molti pensatori all'interno di quello che può essere definito come movimento anarchico. Infatti, "c'erano molte cose che attiravano gli anarchici a Nietzsche: il suo odio per lo Stato, il suo disgusto per la  condotta sociale irrazionale del "gregge", il suo anti-cristianesimo, la sua diffidenza nei confronti dell'effetto del mercato e dello Stato sulla produzione culturale, il suo desiderio superomista, ossia il desiderio di un nuovo essere umano che non doveva essere né padrone né schiavo e portatore di nuovi valori.

## Panoramica
Durante il XIX secolo, Nietzsche è stato spesso associato ai movimenti anarchici, nonostante il fatto che nei suoi scritti egli sembri avere una visione negativa degli anarchici. Ciò potrebbe essere il risultato dell'associazione, in questo periodo, tra le idee del filosofo e quelle di Max Stirner. Nietzsche fu dichiarato "anarchico"  da Emma Goldman, ed influenzò altri anarchici, quali Biófilo Panclasta, Guy Aldred, Rudolf Rocker, Max Cafard e, in tempi recenti, anche Michel Onfray. L'anarchico individualista stirneriano Renzo Novatore venne inoltre influenzato molto, anche nello stile di scrittura, da Nietzsche.